# Phoracantha semipunctata
Phoracantha semipunctata är en skalbaggsart som först beskrevs av Fabricius 1775.  Phoracantha semipunctata ingår i släktet Phoracantha och familjen långhorningar.
Artens utbredningsområde är:
- Corsica.
- Frankrike.
- Moçambique.
- Israel.
- Portugal.
- Uruguay.
- Zimbabwe.

Arten förekommer tillfälligt i Sverige, men reproducerar sig inte. Inga underarter finns listade i Catalogue of Life.

## Bildgalleri

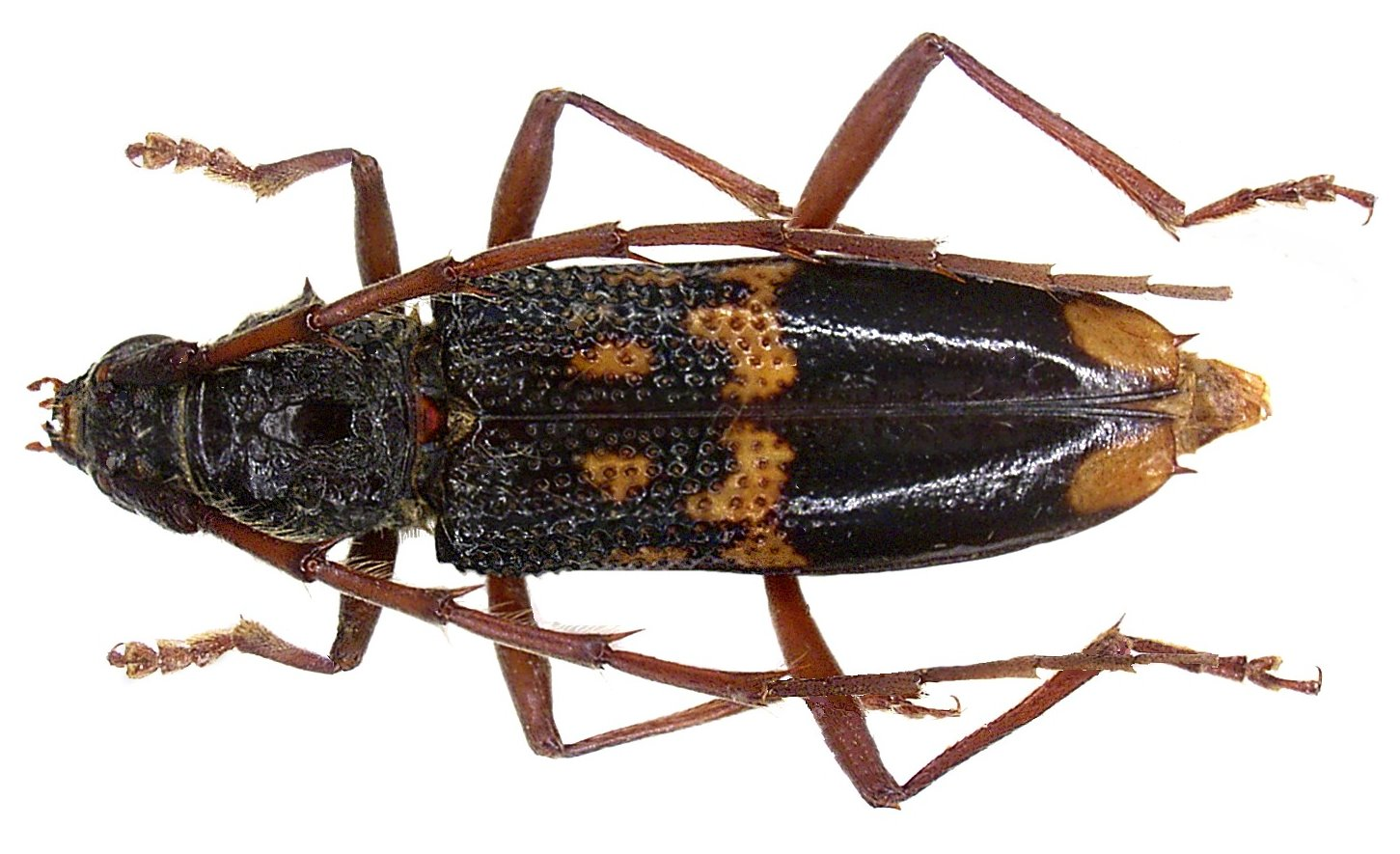
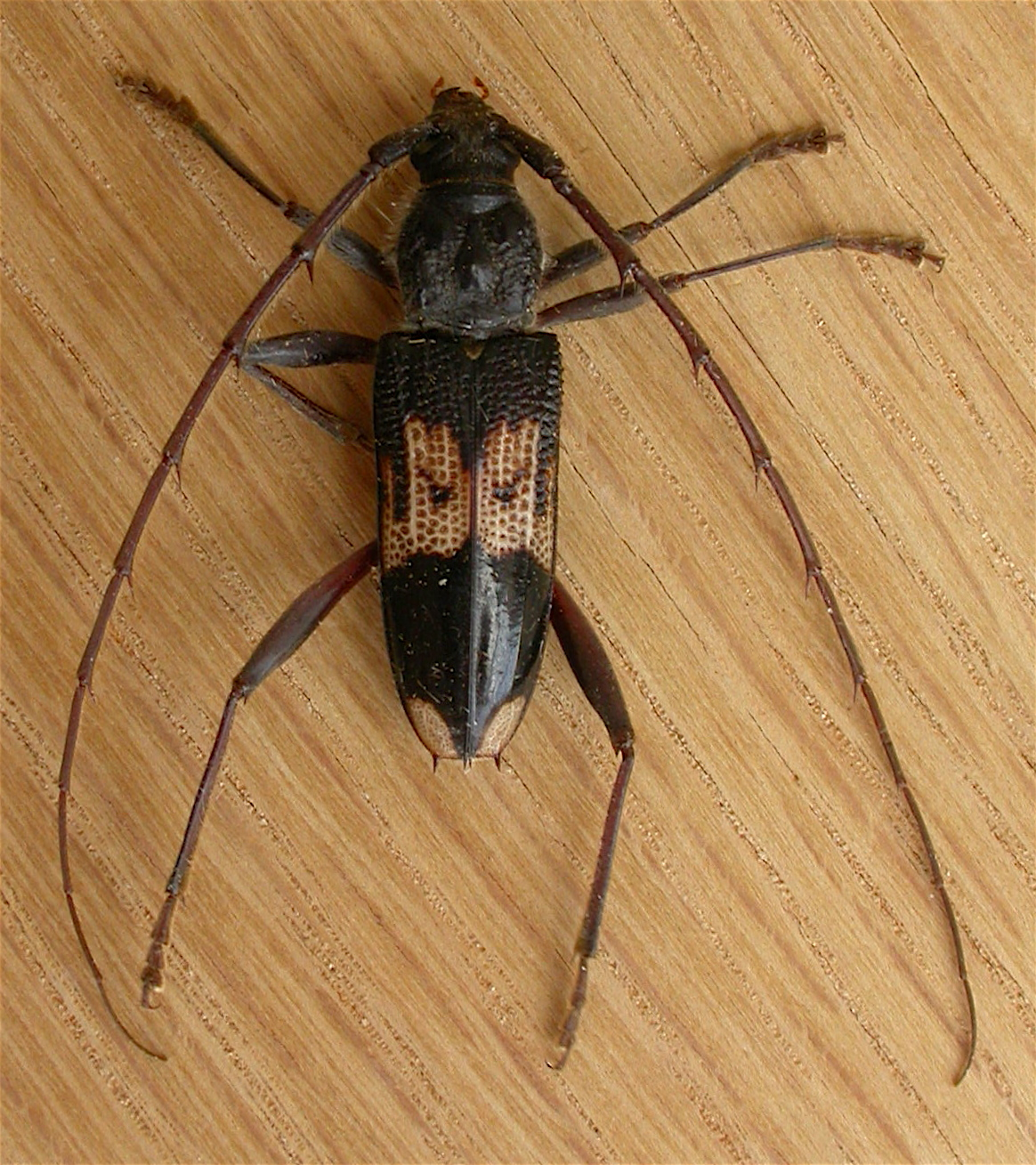